# Priddy
Priddy es un pueblo en Somerset, Inglaterra, en los Mendip Hills, cerca de East Harptree y 5 millas (8 km) al noroeste de Wells.  Está en el Distrito no metropolitano de Mendip.
El pueblo se halla en una pequeña hondonada cerca de la cumbre de la cordillera de Mendip Hills, a una elevación de casi 1,000 pies (300 m) encima del nivel del mar, y hay evidencia de ocupación desde el neolítico. También se pueden hallar vestigios de la minería de plomo y cuevas en la arenisca debajo del pueblo
Es la sede anualmente para el Priddy Folk Festival(Festival Folclórico de Priddy ) y el Priddy Sheep Festival(Festival de Ovejas de Priddy), el cual se ha celebrado desde 1348.

## Etimología
Priddy, con variaciones en el deletreo desde el medievo como Predy, Priddie, Pridi, Pridia, Pridie y Prydde, es un nombre que se ha atribuido a la influencia galesa que precede al inglés sajón. Ha sido particularmente atribuido a pridd (= "tierra"). Esto podría ser sugestivo de las actividades de minería en la Edad del Hierro. Las palabras latinas pratum (= un prado) y praedium (= una granja) ha dado aumento a nombres Alpinos tales como Preda y Prada y  se ha sido sugerido también que son la raíz para las palabras galesas prydd y pryddion, que significa "producción", como un prado fértil. "Priddy" podría también sólo tener el significado de "tierra de prados".
Una explicación alternativa es el significado 'La marea alta' del Celta prid y el inglés antiguo ea, otra alternativa  sugiere que podría provenir de la palabra galesa
preiddiau, pronunciado preidhye, que significa rebaño.

## Historia
En 1977 se excavó en Priddy una choza del Mesolítico. Cerca de allí están los Priddy circles, que son círculos de piedra o henges, los cuales parecen ser contemporáneos con Stonehenge, i.e. del Neolítico, alrededor del 2180 a. C. La ubicación de dos cementerios en forma de túmulo circular en la colina norte, Ashen Hill y Priddy Nine-Barrows los cuáles colindan con los Círculos, pareciera dar a entender que el área al noreste de Priddy poseía importancia ritual en la Edad del Bronce. Al sur del pueblo en Deer Leap está un sepulcro en forma de túmulo de la Edad del Bronce  y los restos de un asentamiento medieval de Ramspit. Drove Cottage Henge es un lugar ceremonial Neolítico  al este del pueblo.

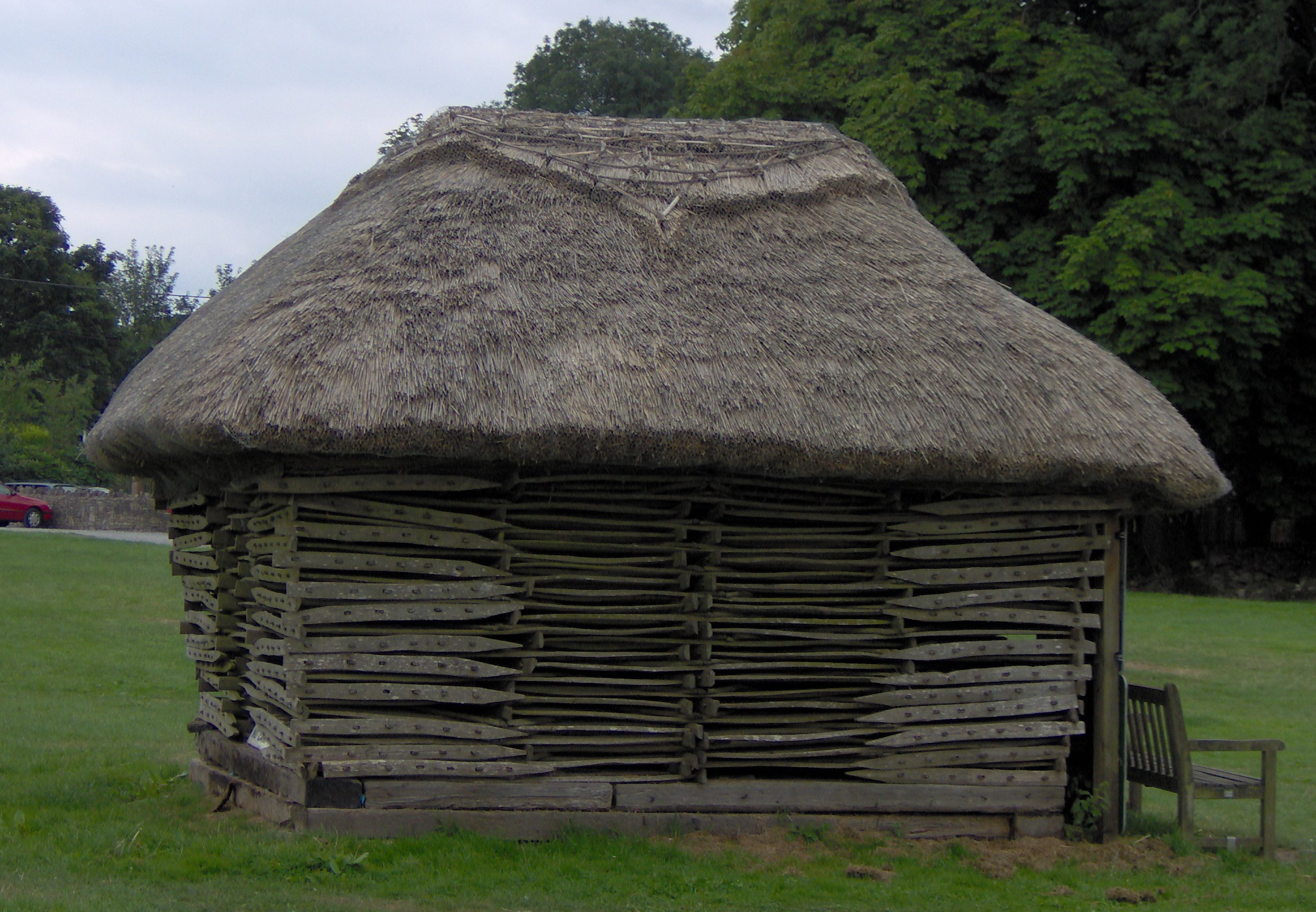
Vallas en Priddy. Ya no se usan, pero se dice que si alguna vez desaparecen, la feria de ovejas ya no se celebraría.

El plomo ya se trabajaba en los años 300 y 200 a. C. Las áreas al este y al noroeste del pueblo muestran parches extensos de "gruffy ground". La palabra "gruffy" deriva de los surcos que se formaron dónde el mineral era extraído de las vetas cerca de la superficie. La extracción relativamente fácil de plomo en minas a cielo abierto recibió mucha atención de los romanos. Se encontraron lingotes de plomo en el vecindario que databan del 49 d. C. Las ruinas de la fábrica de plomo de St Cuthbert, la cual cerró en 1908, todavía se pueden ver allí. A pesar de que el pueblo no es mencionado en el Libro Domesday , pareciera que era el tema de una carta sajona perdida que data de finales de los siglos VII y IIX.
La parroquia era parte  del hundred de Wells Forum.

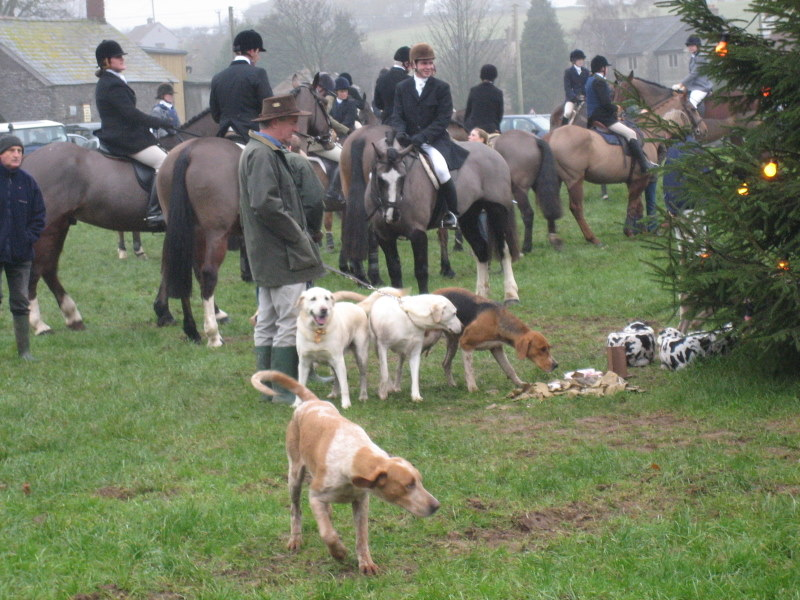
Reunión de los granjeros de Mendip para una cacería en Boxing Day

Desde la década de 1920, las perreras para los foxhounds de los granjeros de Mendip se hallaban cerca del pueblo, pero el grupo de cacería estaba planeando trasladarlas a Chewton Mendip, una acción que recibió mucha oposición de los locales.
El grupo empieza un número de zorro caza del verde de pueblo, incluyendo un encima Boxeando Día. En 2014 una decisión estuvo hecha por Mendip Consejo de Distrito para dejar el desarrollo de las perreras en el pueblo.
En abril de 2013 las vallas para ovejas que se hallaban en el prado fueron el blanco de un incendio provocado. En julio de 2013, los lugareños reconstruyeron las vallas.

## Gestión Pública
El concejo municipal tiene la responsabilidad sobre asuntos locales, lo que incluye establecer un precepto anual (tarifa local) para cubrir los gastos operativos del concejo y producir cuentas anuales para escrutinio público. El concejo municipal evalúa aplicaciones de planificación local y trabaja con: la policía local, oficiales del consejo del distrito, y grupos de guardia del vecindario en asuntos de delito, seguridad, y tráfico. La función del concejo municipal también incluye iniciar proyectos para el mantenimiento y reparación de las instalaciones municipales, así como consultar con el concejo de distrito acerca del mantenimiento, reparación, y mejora de carreteras, drenaje, aceras, transporte público, y limpieza de calles. Las cuestiones de conservación (incluyendo árboles y edificios registrados) y cuestiones medioambientales son también la responsabilidad del concejo.
El pueblo recae dentro del distrito no metropolitano de Mendip, que se formó el 1 de abril de 1974 bajo la Ley de Gobierno Local de 1972, siendo anteriormente parte del Distrito Rural de Wells, el cual es el responsable de la planificación local y control de edificios, carreteras locales, alojamiento de concejo, salud medioambiental, mercados y ferias, colección de residuos y reciclaje, cementerios y crematorios, servicios de ocio, parques, y turismo.
El Concejo del Condado de Somerset es el responsable de administrar los servicios locales más grandes y caros como  educación, servicios sociales, bibliotecas, carreteras principales, transporte público, policía y bomberos, normas de comercialización, eliminación de residuos y planificación estratégica.
Es también parte del distrito de Wells representado en la Cámara de los Comunes del Parlamento del Reino Unido. Se elige un miembro del parlamento (MP) por medio del escrutinio mayoritario uninominal, y se elige también una parte de Distrito Electoral del Sudoeste de Inglaterra el cual elige siete miembros del parlamento usando el sistema d'Hondt del escrutinio proporcional plurinominal.

## Geografía
Las Priddy Pools, un Sitio de Especial Interés Científico (en inglés: Site of Special Scientific Interest o, en sus siglas, SSSI), se formó originalmente cuando los romanos empezaron a extraer plomo en el área. Las Priddy Caves son también un SSSI con la entrada a Swildon's  Hole justo fuera del pueblo. Priddy Mineries es una reserva natural, así como también Chancellor's Farm. Las otras cuevas de Mendip Hills en y alrededor de Priddy son: Eastwater Cavern, Hunter's Hole, St Cuthbert's  Swallet, y Wigmore Swallet.

## Sitios religiosos

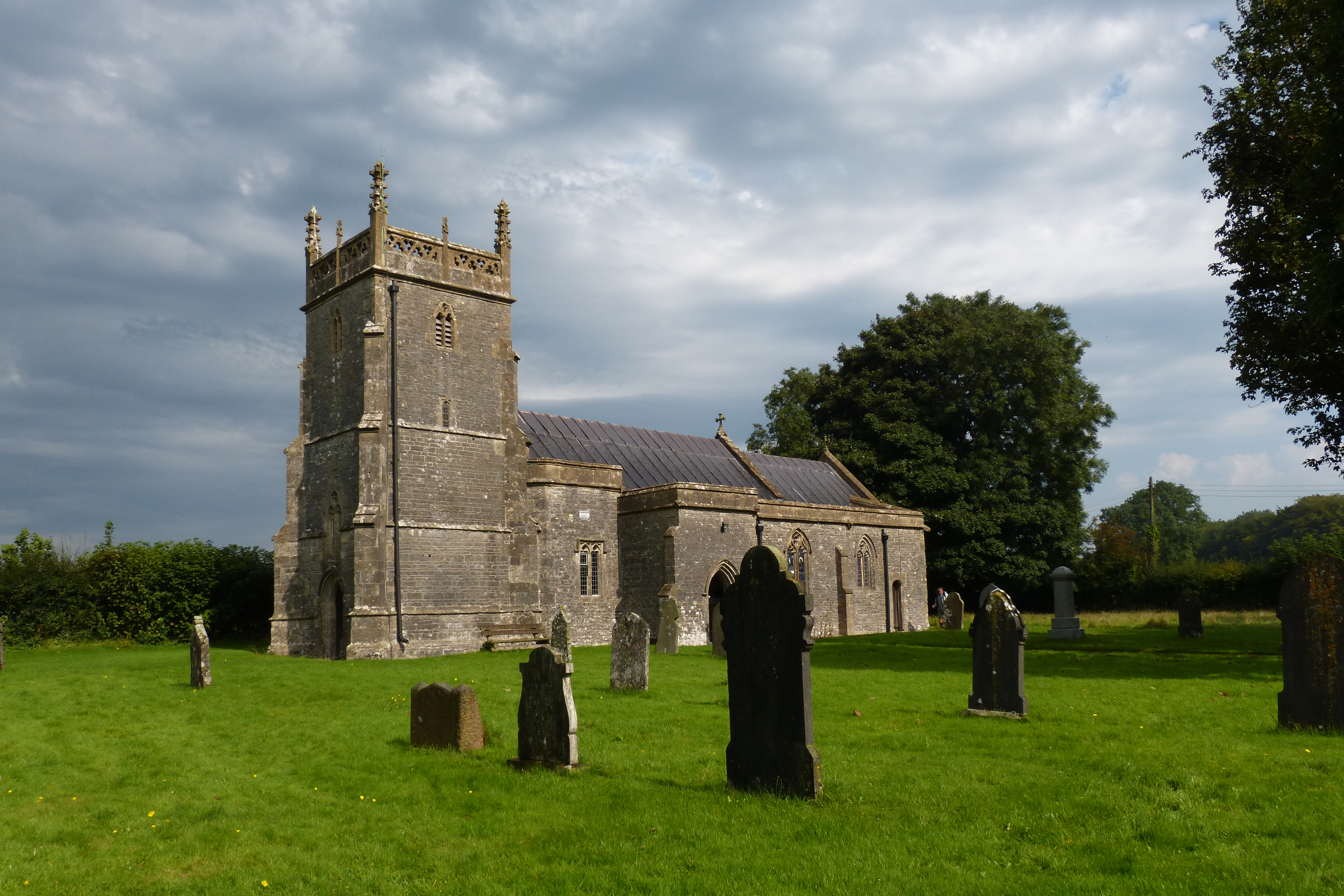
Iglesia de St Lawrence en Priddy

La Iglesia de St Lawrence data del siglo XIII, con algunos trabajos de reconstrucción en el siglo XV, y siendo restaurada en el período de 1881–1888;  es un Monumento clasificado de grado I. Las tres campanas en la iglesia fueron aumentadas a cinco en 1997. La iglesia incluye un altar medieval frontal.
Según seguidores de la teoría de que Jesús de Nazaret visitó Gran Bretaña durante su niñez, Priddy era el sitio donde  comerciaba metales con mineros locales.